# Jacques Lefèvre d'Étaples
Jacques Lefèvre d'Étaples, conocido también como Jacobus Faber Stapulensis (Étaples, Pas-de-Calais, 1450 - Nérac, 1537), fue un humanista, teólogo y filósofo francés del Renacimiento.
Verdadero padre del humanismo francés y uno de los intelectuales más destacados del Renacimiento, la labor de este hombre fue decisiva para el asentamiento definitivo del humanismo en Francia. Fue antecesor de la reforma Protestante en Francia por sus ideas de cambio para la iglesia, que le valieron cargos de herejía, aunque se mantuvo sólidamente católico hasta el final de sus días.

## Carrera
Después de estudiar en París, viajó a Italia y a su regreso enseñó filosofía en el colegio del cardenal Lemoine. Durante esta época se dedicó a traducir las obras de Aristóteles, pues, a su criterio, las versiones existentes estaban mediadas por la mentalidad de los traductores latinos y bizantinos. Influenciado por estas mismas ideas, publicó las obras Paráfrasis sobre la Física e Introducción a la Metafísica.
Mantuvo contacto con humanistas italianos como Ermolao Barbaro, Pico della Mirandola y Marsilio Ficino y, aunque no fue un gran crítico textual, se le reconoce por su labor pedagógica. Se interesó en establecer un programa educativo para formar humanistas.
A partir de 1508 abandonó la docencia y se dedicó a releer textos fundamentales desde las nuevas perspectivas que había creado el humanismo. Se interesó por la Biblia y, en especial, por las Epístolas de san Pablo, de las cuales publicó una serie de comentarios en 1512. En 1521 fue llamado por Guillaume Briçonnet, obispo de Meaux, quien había sido alumno suyo, con el fin de que lo ayudara a emprender una reforma diocesana. Durante este tiempo trabajó en su traducción de la Biblia y redactó un comentario de los cuatro Evangelios, que luego le originó acusaciones de herejía. En 1523, un comité de teólogos detectó “errores doctrinales” en su exégesis de los Evangelios. Lefèvre tuvo que huir a Estrasburgo en el verano de 1525, cuando el Parlamento de París lo pretendió juzgar.
Debe recordarse que en ese momento estaba en plena efervescencia la Reforma protestante. Lefèvre, sin embargo, a pesar de criticar duramente algunos aspectos del catolicismo (como el celibato de los sacerdotes y la administración de los sacramentos), se mantuvo siempre en el seno de la Iglesia.
Posteriormente, en 1526, entró al servicio del rey Francisco I. Fue bibliotecario de la real colección y tutor de sus hijos. Durante esta época finalizó y publicó su traducción del Nuevo Testamento al francés, la primera que se hizo de este texto en dicha lengua. Finalmente se retiró a Nérac junto a Margarita de Angulema, la hermana del rey, quien lo amparó hasta su muerte.